# Matthew Ebden
Matthew Ebden (født 26. november 1987 i Durban, Sydafrika) er en professionel tennisspiller fra Australien.